# Luis Enrique Mercado Sánchez
Luis Enrique Mercado Sánchez (Jerez de García Salinas, Zacatecas, México, 19 de enero de 1952 - Zacatecas, 28 de diciembre de 2020), conocido como Luis Enrique Mercado, fue un periodista, político y escritor mexicano. Fue uno de los fundadores y directores generales del periódico mexicano El Economista, desde su fundación hasta el 2008.

## Primeros años
Luis Enrique Mercado Sánchez nació en Jerez, Zacatecas, el 19 de enero de 1952. Fue egresado de la Escuela de Periodismo Carlos Septién García.[cita requerida]

## Carrera
En 1971, comenzó su carrera profesional en El Universal, donde se desempeñó como reportero y columnista, autor de "Las noticas bursátiles" y "Mundo financiero".[cita requerida]
En 1988, formó parte del equipo inicial que fundó El Economista y fungió como su director general desde su fundación hasta el 2008, cuando el periódico fue adquirido por la empresa Nacer Global.[cita requerida]
Fue un pionero del periodismo financiero, y fue el primero en tener acceso al piso de remates de la Bolsa Mexicana de Valores. Entre otros cargos, fue presidente del consejo directivo del periódico Imagen de Zacatecas, que adquirió en 1998. Compró y encabezó también la radiodifusora La Voz.
Entre el 2009 y el 2012, se desempeñó como diputado de la LXI Legislatura del Congreso Mexicano, en representación de Zacatecas.
Fue autor del libro Handicap presidencial, que se publicó con el seudónimo de Alejo Garmendia, y fue además coautor de El Mercado de Valores, una opción al financiamiento e inversión. Su último trabajo fue como columnista en La Silla Rota y en Dinero, del periódico Excélsior.

## Vida personal
Falleció el 28 de diciembre de 2020 a los sesenta y ocho años, a causa de la enfermedad COVID-19. Su hermana, Susana Mercado Sánchez, falleció días antes, de la misma enfermedad.